# Ярмарка Востока
Ярмарка Востока (Levant Fair, ивр. יריד המזרח‎, «ярид ха-мизрах») — международная торговая ярмарка, проходившая около Тель-Авивского порта в 1920-х и 1930-х годах. В 1936 году была закрыта, на её месте действовала другая ярмарка.
После обретения Израилем независимости торговля на месте прежней ярмарки прекратилась, вместо этого появились мастерские и гаражи.
В 1959 году ярмарка была возобновлена в комплексе Тель-Авивского центра ярмарок (ныне Экспо Тель-Авив).

## Галерея

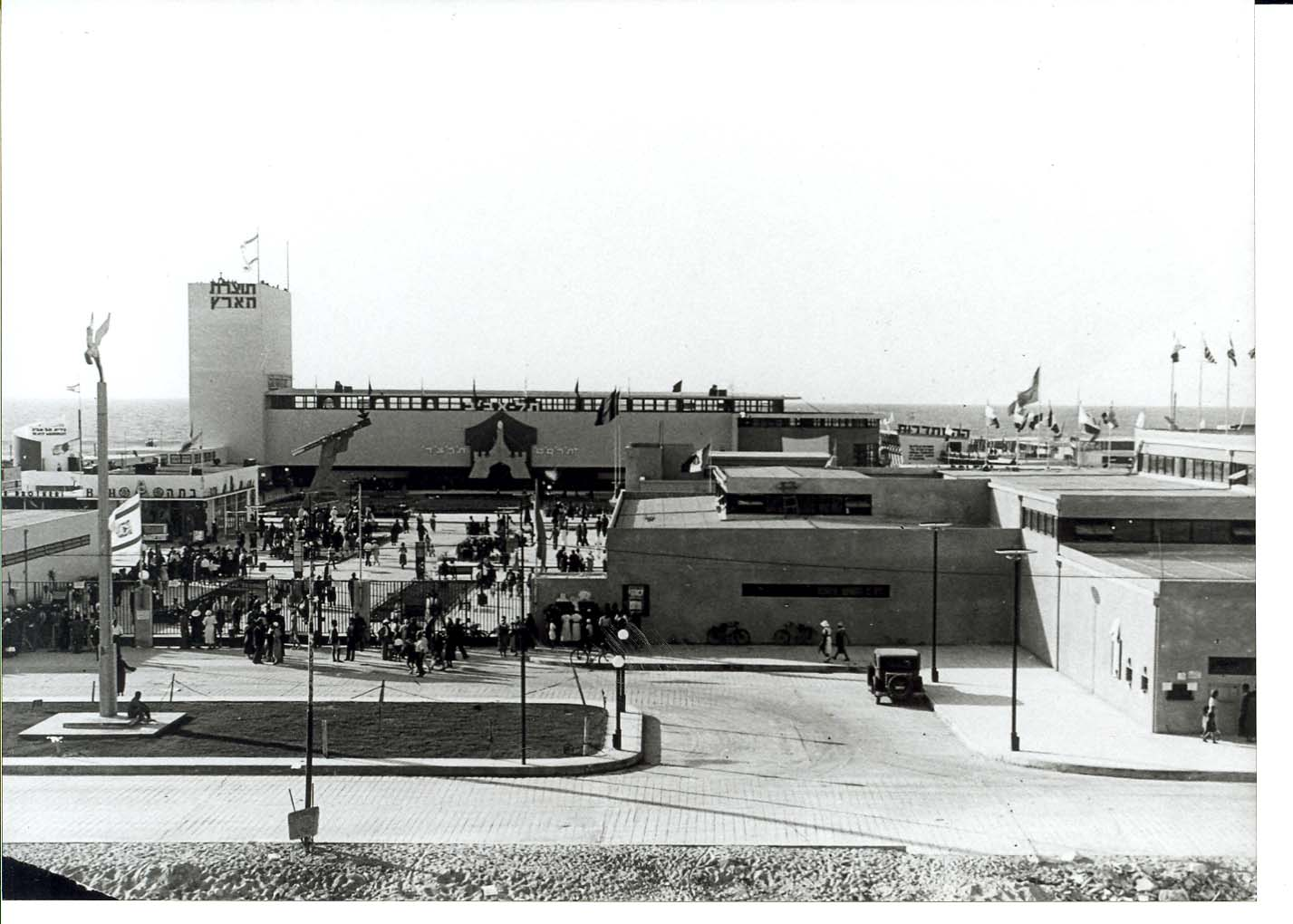
Площадь Герберта Плюмера — это был центральный вход
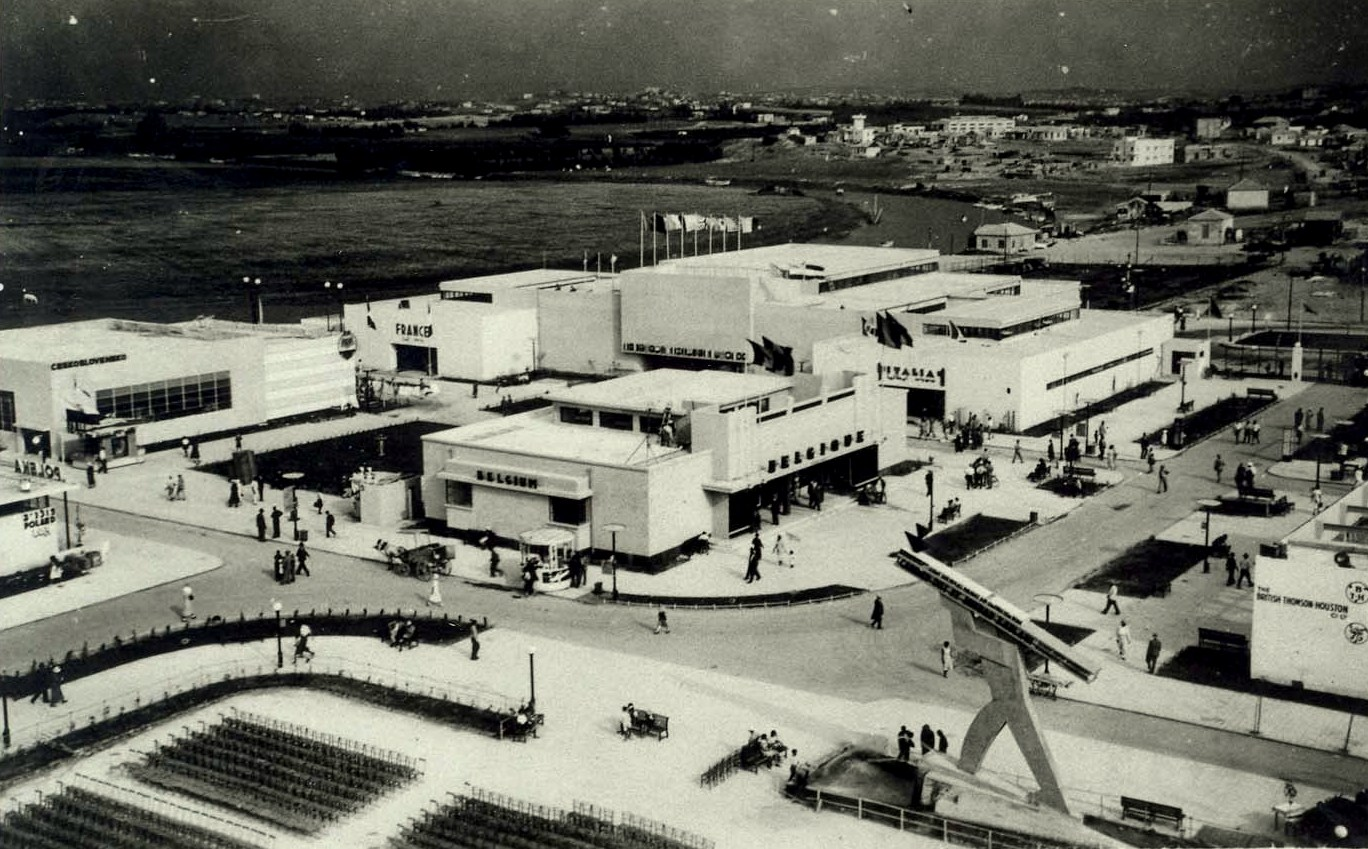
Вид с воздуха на "ярмарку Востока" в 1930-х годах
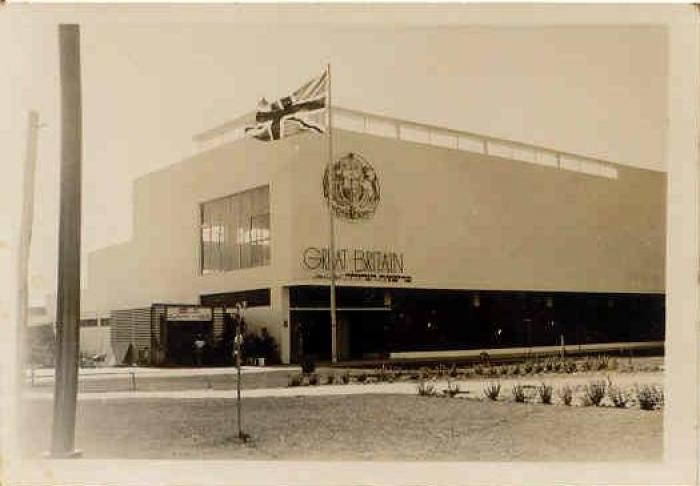
Британский павильон
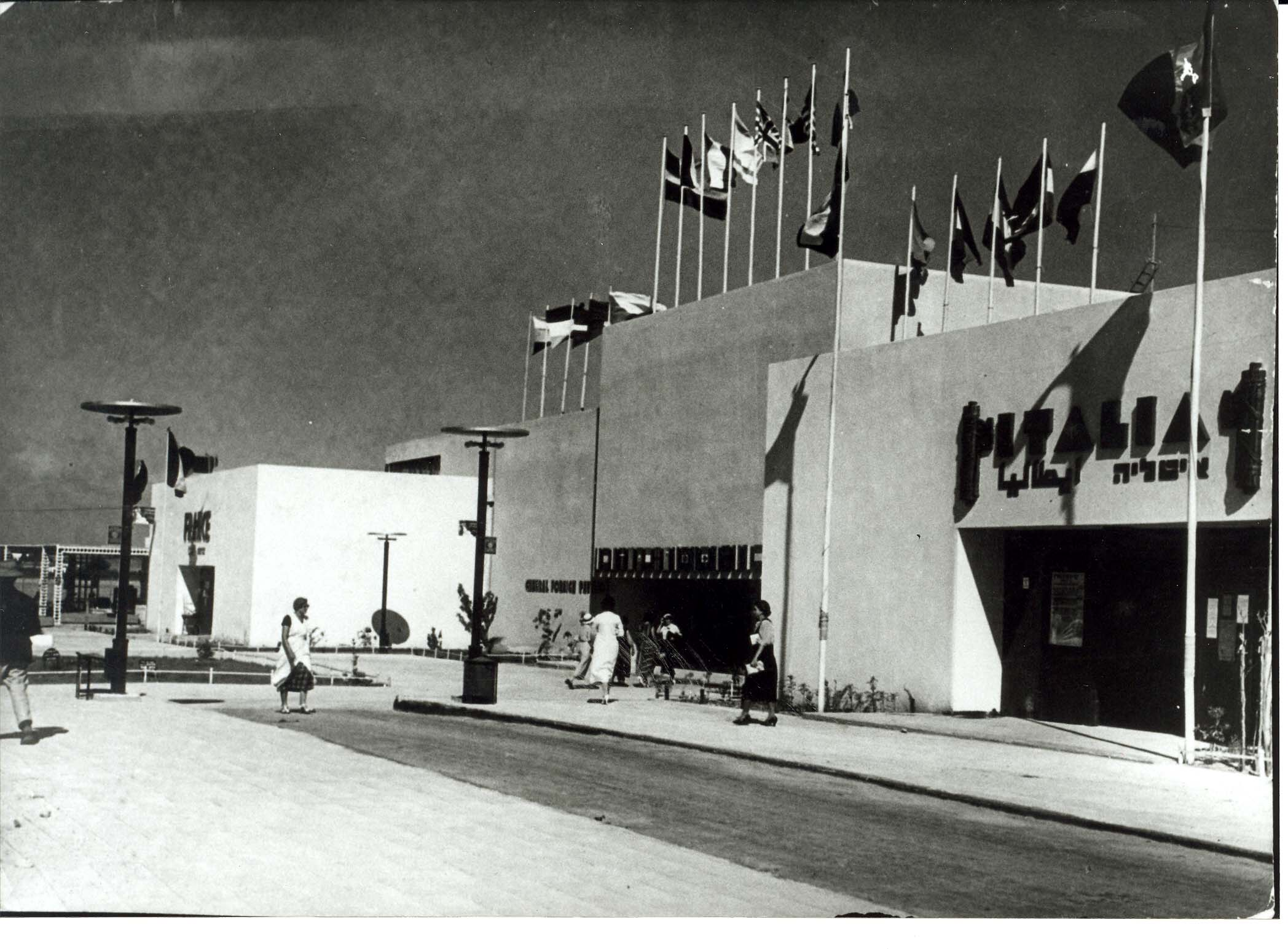
Итальянский павильон
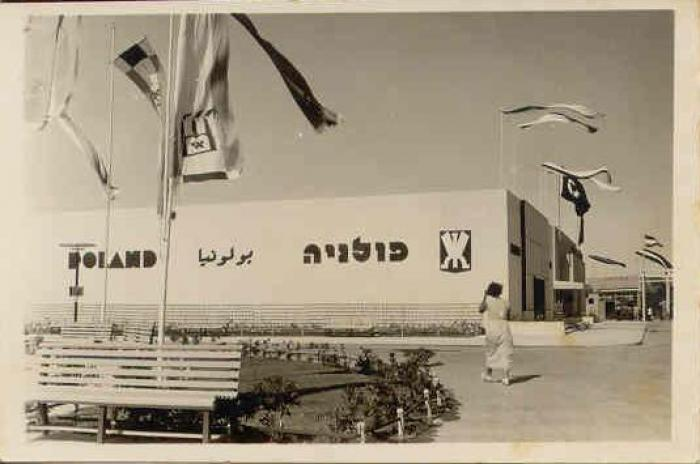
Польский павильон
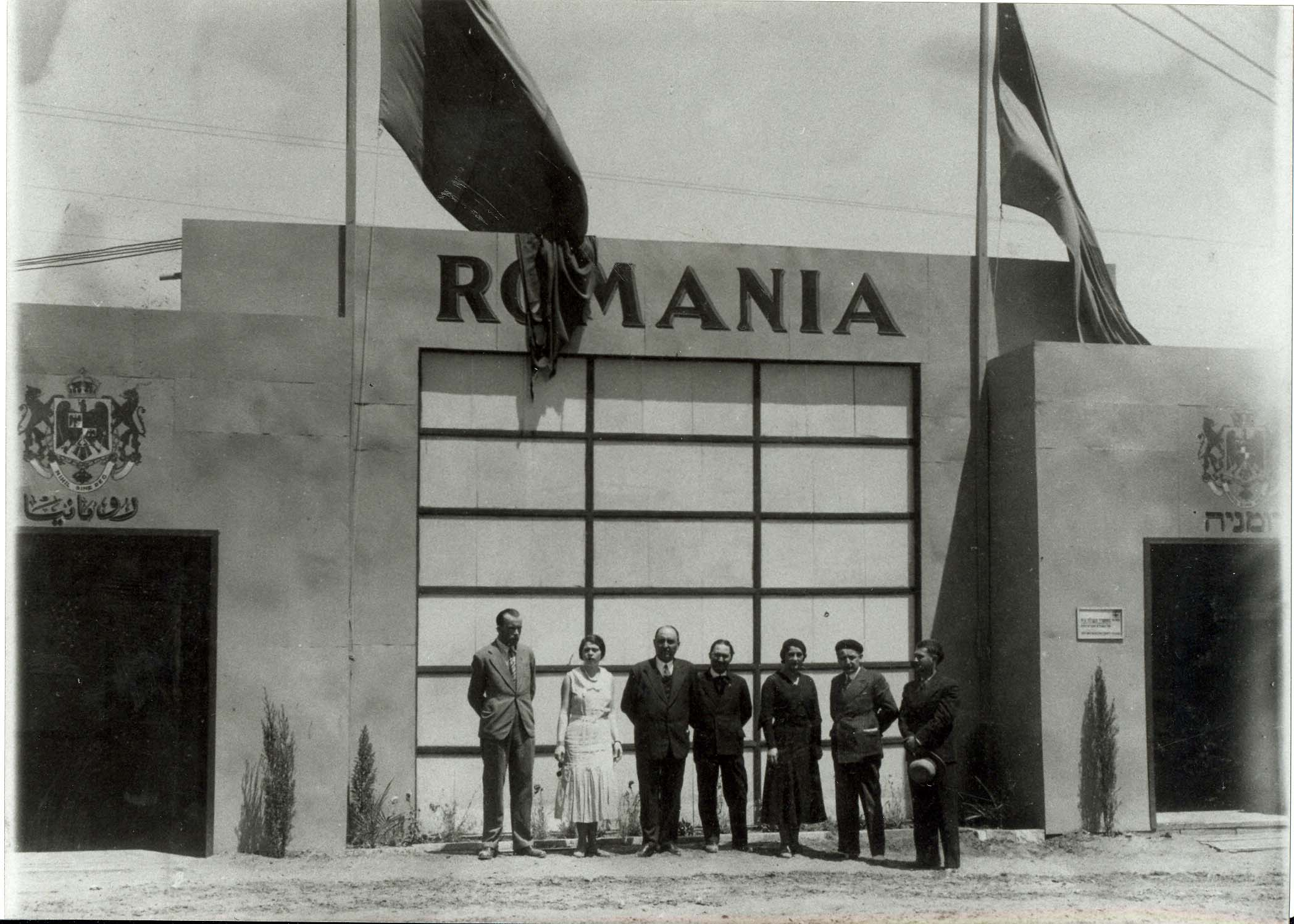
Румынский павильон